# 亚特兰大竞技俱乐部
亚特兰大竞技俱乐部（Club Atlético Atlanta），阿根廷布宜诺斯艾利斯市的一个足球俱乐部。该队成立于1904年，参加阿根廷足球全國聯賽。该队队名得名有多种说法，一种说法是得名于当时发生的一场袭击美国亚特兰大市的地震。另一种说法是曼努埃尔·金塔纳就任阿根廷总统时进入布宜诺斯艾利斯港口的轮船名。